# Listrognathus nubilipennis
Listrognathus nubilipennis är en stekelart som först beskrevs av Cresson 1878.  Listrognathus nubilipennis ingår i släktet Listrognathus och familjen brokparasitsteklar. Inga underarter finns listade i Catalogue of Life.